# Sheridan (Missouri)
Sheridan és una població dels Estats Units a l'estat de Missouri. Segons el cens del 2000 tenia 185 habitants.

## Demografia
Segons el cens del 2000, Sheridan tenia 185 habitants, 97 habitatges, i 51 famílies. La densitat de població era de 375,9 habitants per km².
Dels 97 habitatges en un 18,6% hi vivien nens de menys de 18 anys, en un 43,3% hi vivien parelles casades, en un 9,3% dones solteres, i en un 46,4% no eren unitats familiars. En el 43,3% dels habitatges hi vivien persones soles el 28,9% de les quals corresponia a persones de 65 anys o més que vivien soles. El nombre mitjà de persones vivint en cada habitatge era d'1,91 i el nombre mitjà de persones que vivien en cada família era de 2,54.
Per edats la població es repartia de la següent manera: un 18,4% tenia menys de 18 anys, un 5,4% entre 18 i 24, un 22,2% entre 25 i 44, un 23,8% de 45 a 60 i un 30,3% 65 anys o més.
L'edat mediana era de 49 anys. Per cada 100 dones de 18 o més anys hi havia 71,6 homes.
La renda mediana per habitatge era de 20.357 $ i la renda mediana per família de 25.750 $. Els homes tenien una renda mediana de 24.583 $ mentre que les dones 14.375 $. La renda per capita de la població era de 12.162 $. Entorn del 4,4% de les famílies i el 13,5% de la població estaven per davall del llindar de pobresa.

## Poblacions més properes
El següent diagrama mostra les poblacions més properes.